# 尻コキ
※現在、書いている最中です。信頼性の高い記事を現在探しています。
尻コキ（しりコキ, 英：Buttjobもしくはassjob）とは、男性のペニスを女性又は男性の尻で刺激させることである。
お尻の大きさ関係なく行えるため、パイズリよりも容易に行うことができる。

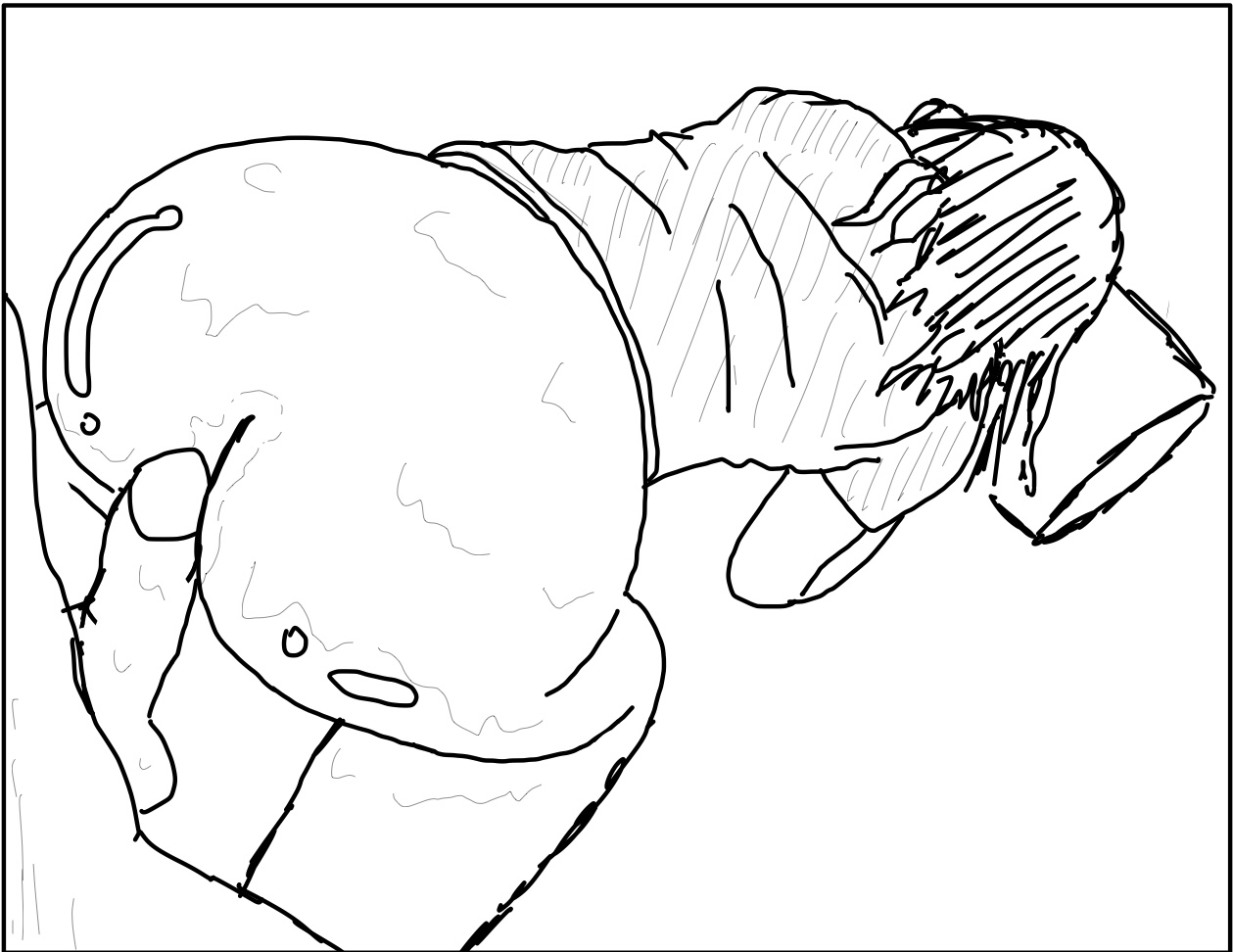
尻コキを行う女性と男性

## やり方

バックの尻コキ

ローション
ペニス又は尻にローションを塗る。ローションを塗らない状態で尻コキを行うと、摩擦によってペニスに痛みが生じたり、皮が破れて出血する可能性がある。
体位
尻コキは、下記の体位で行う。ここでは、それぞれの体位のやり方について書いている。(随時更新予定)
バック
男性は、膝立ちの状態になる。
女性(男性)は股を開いて、四つん這いの状態になり、男性に対して尻を突き出す。
男性は、ペニスを相手の尻の割れ目に挟み込み、その状態でどちらかが腰を振る。
騎乗位
男性は仰向けになる。
女性(男性)は、男性のお腹の上に跨る。
女性(男性)は、ペニスを片手で持ち、自分の尻の割れ目に押し当てる。
女性(男性)側は、腰を上下に振る。
射精
男性が射精するときは、相手の尻か手に射精する。
尻
尻コキは、大きさ関係なく行うことは可能だが、巨尻や桃尻だとさらに男性の快感は大きくなる。尻を大きく、柔らかくするためには、尻トレがおすすめである。

## 尻コキオナニー
男性1人でも、尻コキに似た快感を下記の方法で行うことができる。
風船
風船を適度な大きさに２つ膨らまし、テープで固定する。そこにローションを垂らし、ペニスを風船の割れ目に挟む。
丈夫な風船であれば、中に水を少し入れて、重量感を再現することも可能。
ただし、強い衝撃を加えると割れてしまう。
大型オナホール
上の風船とは違い、リアルな感触を味わうことができる。
尻コキに向いているオナホールは、質感、重量、アナル完備もされているため、置き方によっては、バックや騎乗位などで、尻コキが可能である。

## 参照
- 尻コキとは？やり方（バックや騎乗位）とお尻でイカせるコツを元風俗嬢が解説　https://m-deai.com/shirikoki/
- 気持ちいい尻コキのやり方まとめ｜バックや騎乗位の体勢でイク方法　https://pan-pan.co/detail/162494